# Lobopodia
De Lobopodia (van het Grieks, wat 'stompe voeten' betekent) vormen een groep binnen de Ecdysozoa, bestaande uit uitgestorven wormachtige dieren met flexibele, niet-gesegmenteerde ledematen.
De naam wordt vooral gebruikt om een aantal (vroeg-)Paleozoïsche geslachten te ordenen, met name Aysheaia en Hallucigenia, maar de precieze omvang varieert. In de grootste omvang omvat het alle Panarthropoda met uitzondering van de Euarthropoda (de kroongroep van Arthropoda), en worden dan dus ook uitgestorven vormen als Opabyinia en Anomalocaris zowel als de nog levende Tardigrada en Onychophora onder de Lobopodia gerekend. In de cladistiek wordt de aanduiding niet gebruikt omdat de groep waarschijnlijk paraphyletisch is: sommige Lobopodia staan dichter bij de Arthropoda dan bij andere Lobopodia.
De oudste bijna complete fossiele lobopodiden dateren uit het Vroeg-Cambrium; sommige zijn ook bekend uit Lagerstätten uit het Ordovicium, Siluur en Carboon. Sommige dragen geharde klauwen, platen of stekels, die gewoonlijk worden bewaard als koolstofhoudende of gemineraliseerde microfossielen in lagen uit het Cambrium. De groepering wordt als parafyletisch beschouwd, aangezien wordt aangenomen dat de drie levende panarthropode groepen (Arthropoda, Tardigrada en Onychophora) zijn geëvolueerd uit lobopodische voorouders.

## Definities
Het lobopodische concept varieert van auteur tot auteur. De meest algemene en ook de meest beperkte betekenis verwijst naar een reeks voornamelijk wormachtige panarthropode taxa uit het Cambrium met lobopoden, bijvoorbeeld Aysheaia, Hallucigenia en Xenusion, leden die traditioneel verenigd waren als 'xenusianen' of 'xenusiiden' (klasse Xenusia). De dinocaridide geslachten Pambdelurion en Kerygmachela kunnen ook worden beschouwd als lobopoden, uiteindelijk aangeduid als kieuwlobopoden. Onder dergelijke definities bestaat Lobopodia uit alleen uitgestorven taxa, en algemeen aanvaard als een informele, parafyletische klasse die overeenkomt met de kroongroep van drie bestaande panarthropode phyla: Onychophora (fluweelwormen), Tardigrada (beerdiertjes) en Arthropoda (geleedpotigen).

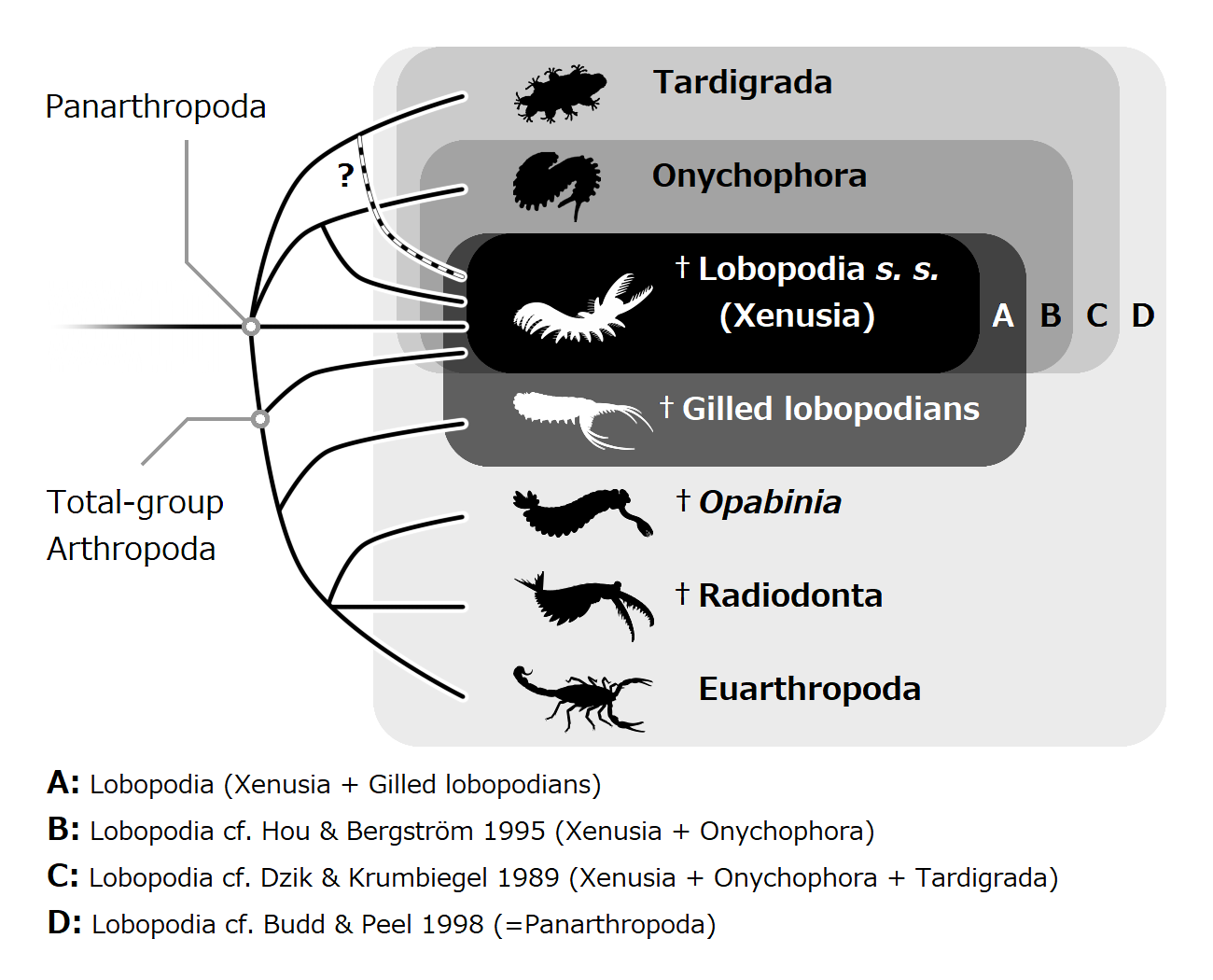
Het begrip "Lobopodia" heeft een wisselende inhoud

Een alternatieve, bredere definitie van lobopoden zou ook de bestaande phyla Onychophora en Tardigrada omvatten, twee groepen panarthropoden die ook lobopode ledematen dragen. Lobopodia kan ook verwijzen naar een mogelijke zusterclade van Arthropoda, en bestaat alleen uit Tardigrada en Onychophora. Lobopodia omvatte soms ook Pentastomida, een groep parasitaire panarthropoden die van oudsher een unieke stam was, maar door latere fylogenomische en anatomische studies werd onthuld als een zeer gespecialiseerd taxon van geleedpotigen van schaaldieren. De breedste definitie stelt voor dat het monofyletische superphylum Lobopodia gelijk is aan Panarthropoda.

## Representatieve taxa
De bekendere geslachten zijn bijvoorbeeld Aysheaia, dat werd ontdekt in de Burgess Shale ut Canada en Hallucigenia, bekend van zowel de Chenjiang Maotianshan Shale als de Burgess Shale. Aysheaia pedunculata heeft een morfologie die schijnbaar fundamenteel is voor lobopoden - bijvoorbeeld een aanzienlijk geringde cuticula, een terminale mondopening, gespecialiseerde voorste bijna aanhangsels en stompe lobopoden met terminale klauwen. Hallucigenia sparsa staat bekend om zijn complexe interpretatiegeschiedenis - het werd oorspronkelijk gereconstrueerd met lange, steltachtige benen en mysterieuze vlezige dorsale uitsteeksels, en werd lange tijd beschouwd als een goed voorbeeld van de manier waarop de natuur experimenteerde met het meest diverse en bizarre lichaam ontwerpen tijdens het Cambrium. Uit verdere ontdekkingen bleek echter dat deze reconstructie het dier ondersteboven had geplaatst: de interpretatie van de stelten als dorsale stekels maakte duidelijk dat de vlezige dorsale uitsteeksels eigenlijk langwerpige lobopoden waren. Bij een recentere reconstructie werden zelfs de voor- en achterkant van het dier verwisseld: er werd onthuld dat de bolvormige afdruk waarvan eerder werd gedacht dat het een kop was, in feite de darminhoud was die uit de anus was gedreven.
Microdictyon is een ander charismatisch en ook het meest soortenrijke geslacht van lobopoden dat lijkt op Hallucigenia, maar in plaats van stekels droeg het paren netachtige platen, die vaak onsamenhangend worden gevonden en bekend staan als een voorbeeld van kleine schelpachtige fossielen (SSF). Xenusion heeft het oudste fossielenbestand onder de beschreven lobopoden, die mogelijk teruggaan tot Cambrium fase 2. Luolishania is een iconisch voorbeeld van lobopoden met meerdere paren gespecialiseerde aanhangsels. De kieuwlobopoden Kerygmachela en Pambdelurion werpen licht op de verwantschap tussen lobopoden en geleedpotigen, aangezien ze zowel lobopodische affiniteiten als kenmerken hebben die verband houden met de geleedpotige stamgroep.

## Morfologie

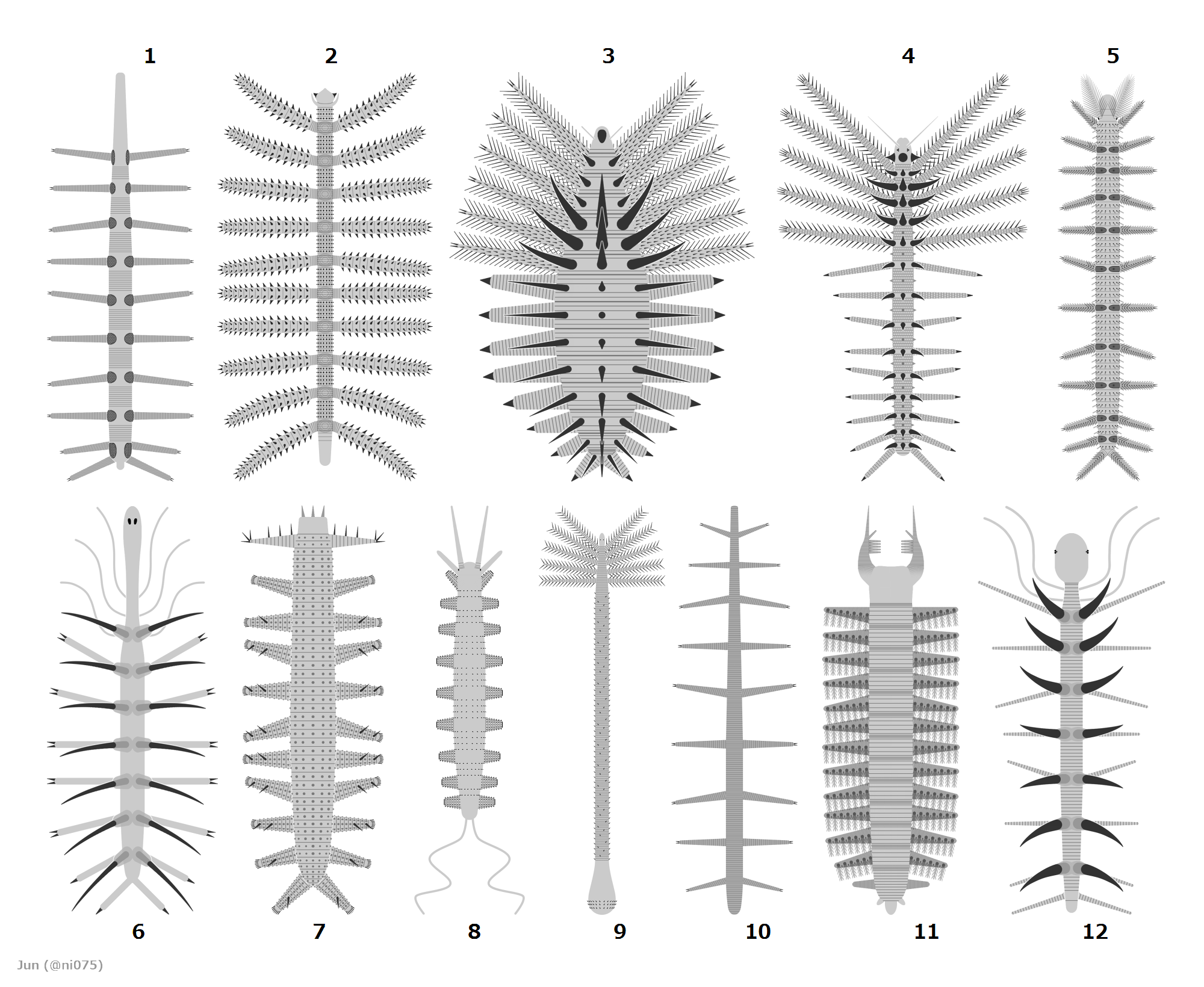
Lobopodia zijn niet noodzakelijkerwijs nauw verwant maar delen een basale plesiomorfe bouw

De meeste lobopoden waren slechts enkele centimeters lang, terwijl sommige geslachten uitgroeiden tot meer dan twintig centimeter. Hun lichamen waren ringvormig, hoewel de aanwezigheid van annulatie kan verschillen tussen positie of taxa, en soms moeilijk te onderscheiden vanwege hun kleine afstand en laag reliëf op de fossiele materialen. Lichaam en aanhangsels zijn cirkelvormig in dwarsdoorsnede.

### Hoofd
Vanwege de doorgaans slechte bewaring zijn gedetailleerde reconstructies van het kopgebied alleen beschikbaar voor een handvol lobopodische soorten. Het hoofd van een lobopode is min of meer bolvormig en heeft soms een paar pre-oculaire, vermoedelijk protocerebrale aanhangsels - bijvoorbeeld als primaire antennes ontwikkelde frontale aanhangsels, die zijn geïndividualiseerd van de lobopoden op de romp (met uitzondering van Antennacanthopodia, die twee paar hoofdaanhangsels hebben in plaats van één). Monddelen kunnen bestaan uit rijen tanden of een kegelvormige slurf. De ogen kunnen worden weergegeven door een enkele ocellus of door talrijke paren eenvoudige ocelli, zoals is aangetoond bij Luolishania (= Miraluolishania), Ovatiovermis, Onychodictyon, Hallucigenia, Facivermis, en minder zeker ook Aysheaia. Bij lobopoden met kieuwen, zoals Kerygmachela, zijn de ogen echter relatief complexe reflecterende vlekken die mogelijk van aard zijn samengesteld.

### Romp en lobopoden
De romp is langwerpig en bestaat uit talrijke lichaamssegmenten (somieten), elk met een paar poten die technisch lobopoden of lobopodeuse ledematen worden genoemd. De segmentgrenzen zijn niet zo extern significant als die van geleedpotigen, hoewel ze bij sommige soorten worden aangegeven door heteronome annulaties (dat wil zeggen de afwisseling van annulatiedichtheid die overeenkomt met de positie van segmentgrenzen). De rompsegmenten kunnen andere externe, segment-corresponderende structuren dragen, zoals knopen (bijvoorbeeld Hadranax, Kerygmachela), papillen (bijvoorbeeld Onychodictyon), ruggengraat-/plaatachtige sclerieten (bijv. gepantserde lobopoden) of laterale flappen (bijvoorbeeld lobopoden met kieuwen). De romp kan eindigen met een paar lobopoden (bijvoorbeeld Aysheaia, Hallucigenia sparsa) of een staartachtige verlenging (bijvoorbeeld Paucipodia, Siberion, Jianshanopodia).
De lobopoden zijn flexibel en losjes conisch van vorm, taps toelopend vanaf het lichaam naar uiteinden die al dan niet klauwen kunnen dragen. De klauwen, indien aanwezig, zijn verharde structuren met een vorm die lijkt op een haak of licht gebogen stekel. Klauwdragende lobopoden hebben meestal twee klauwen, maar er zijn enkele klauwen bekend (bijvoorbeeld achterste lobopoden van luolishaniiden), evenals meer dan twee (bijvoorbeeld drie bij Tritonychus, zeven bij Aysheaia) afhankelijk van de segmentale of taxonomische associatie. In sommige geslachten dragen de lobopoden aanvullende structuren zoals stekels (bijvoorbeeld Diania), vlezige uitlopers (bijvoorbeeld Onychodictyon) of knobbeltjes (bijvoorbeeld Jianshanopodia). Er is geen teken van artropodisatie (ontwikkeling van een verhard exoskelet en segmentale deling op de aanhangsels van panarthropoden) bij bekende leden van lobopoden, zelfs niet bij degenen die behoren tot de stamgroep van geleedpotigen (bijvoorbeeld de vermeende gesegmenteerde ledematen van Diania worden nu als een verkeerde interpretatie beschouwd).
Differentiatie (tagmosis) tussen stamsomieten komt nauwelijks voor, behalve bij hallucigeniden en luolishaniiden, waar talrijke paren van hun voorste lobopoden aanzienlijk slank (hallucigeniden) of setoos (luolishaniiden) zijn in tegenstelling tot hun achterste tegenhangers.

### Interne structuren
De darm van lobopoden is vaak recht, ongedifferentieerd en wordt soms in drie dimensies bewaard in het fossielenarchief. Bij sommige exemplaren blijkt de darm gevuld te zijn met sediment. De darm bestaat uit een centrale buis die de volledige lengte van de romp van de lobopode beslaat, die niet veel in breedte verandert - althans niet systematisch. Bij sommige groepen, met name de lobopoden met kieuwen en siberiiden, wordt de darm echter omgeven door paren van serieel herhaalde, niervormige darmdivertikels (spijsverteringsklieren). Bij sommige exemplaren kunnen delen van de lobopodische darm in drie dimensies worden bewaard. Dit kan niet het gevolg zijn van fosfatisatie, die meestal verantwoordelijk is voor het behoud van de 3D-darm, omdat het fosfaatgehalte van de ingewanden minder dan een procent is; de inhoud bestaat uit kwarts en muscoviet. De darm van de representatieve Paucipodia is variabel in breedte en is het breedst in het midden van het lichaam. De positie in de lichaamsholte is slechts losjes vast, dus flexibiliteit is mogelijk.
Er is niet veel bekend over de neurale anatomie van lobopoden vanwege het schaarse en meestal dubbelzinnige fossiele bewijs. Mogelijke sporen van een zenuwstelsel werden gevonden bij Paucipodia, Megadictyon en Antennacanthopodia. Het eerste en tot nu toe enige bevestigde bewijs van lobopodische neurale structuren is afkomstig van de kieuwige lobopode Kerygmachela in Park et al. 2018 - het presenteert een brein dat alleen bestaat uit een protocerebrum (het meest frontale cerebrale ganglion van panarthropoden) dat rechtstreeks is verbonden met de zenuwen van de ogen en frontale aanhangsels, wat duidt op de protocerebrale afkomst van het hoofd van lobopoden en de hele Panarthropoda.
In sommige bestaande ecdysozoa zoals priapuliden en onychophoraniden, is er een laag van buitenste cirkelvormige spieren en een laag van binnenste longitudinale spieren. De onychophoraniden hebben ook een derde tussenlaag van verweven schuine spieren. Spierstelsel van de kieuwen lobopoden Pambdelurion vertoont een vergelijkbare anatomie, maar dat van de lobopoden Tritonychus vertoont het tegenovergestelde patroon: het zijn de buitenste spieren die longitudinaal zijn en de binnenste laag die bestaat uit cirkelvormige spieren.

## Categorieën
Op basis van externe morfologie kunnen lobopoden onder verschillende categorieën vallen - bijvoorbeeld de algemene wormachtige taxa als xenusiiden met sklerite als 'gepantserde' lobopoden; en taxa met zowel robuuste frontale aanhangsels als zijkleppen als kieuwlobopoden. Sommigen van hen werden oorspronkelijk gedefinieerd in taxonomische zin (bijvoorbeeld klasse Xenusia), maar geen van beide wordt in verdere studies algemeen aanvaard als monofyletisch.

### Gepantserde lobopoden
De term gepantserde lobopoden verwijst naar xenusiide lobopoden die herhaalde sklerieten zoals stekels of platen op hun romp droegen (bijvoorbeeld Hallucigenia, Microdictyon, Luolishania) of lobopoden (bijvoorbeeld Diania). Daarentegen kunnen lobopoden zonder sklerieten 'ongepantserde' lobopoden worden genoemd. De functie van de sclerieten werd geïnterpreteerd als beschermend pantser en / of spieraanhechtingspunten. In sommige gevallen werden alleen de onsamenhangende sklerieten van het dier bewaard, die per abuis werden geïnterpreteerd als onderdeel van kleine schelpenfossielen (SSF ofwel Small Shell Fossils). Er werd gesuggereerd dat gepantserde lobopoden onychophoranide-gerelateerd zijn en in sommige eerdere studies zelfs een clade vertegenwoordigen, maar hun fylogenetische posities in latere studies zijn controversieel.

### Gekieuwde lobopoden
Dinocarididen met lobopodische affiniteiten (vanwege gemeenschappelijke kenmerken zoals annulatie en lobopoden) worden kieuwlobopoden genoemd. Deze vormen hebben een paar flappen op elk rompsegment, maar verder geen tekenen van artropodisatie, in tegenstelling tot meer afgeleide dinocarididen zoals de Radiodonta die robuuste en gesclerotiseerde frontale aanhangsels hebben. Gekieuwde lobopoden bestrijken ten minste twee geslachten: Pambdelurion en Kerygmachela. Opabinia kan ook in bredere zin onder deze categorie vallen, hoewel de aanwezigheid van lobopoden in dit geslacht niet definitief is bewezen. Omnidens, een geslacht dat alleen bekend is van een Pambdelurion-achtig mondapparaat, kan ook een lobopode met kieuwen zijn. De lichaamsflappen hebben mogelijk gefunctioneerd als zowel zwemmende aanhangsels als kieuwen, en zijn mogelijk homoloog aan de dorsale flappen van radiodonten en uitgangen van Euarthropoda. Of deze geslachten "echte" lobopoden waren, wordt door sommigen nog steeds betwist. Ze worden echter algemeen aanvaard als geleedpotigen van de stamgroep, gemeenlijk basaal ten opzichte van radiodonten.

### Siberionen soortgelijke taxa
Siberion, Megadictyon en Jianshanopodia kunnen in een gedeelte van de literatuur worden gegroepeerd als siberiiden (orde Siberiida), jianshanopodiden of gigantische lobopoden. Het zijn over het algemeen grote (lichaamslengte variërend tussen zeven en tweeëntwintig centimeter) xenusiide lobopoden met een bredere romp, stevige romplobopoden zonder tekenen van klauwen, en vooral een paar robuuste frontale aanhangsels. Met de mogelijke uitzondering van Siberion, hebben ze ook spijsverteringsklieren zoals die van een lobopode met kieuwen en basale euarthropoden. Hun anatomie vertegenwoordigt overgangsvormen tussen typische xenusiiden en lobopoden met kieuwen, en plaatst ze uiteindelijk in de meest basale positie van de geleedpotige stamgroep.

## Paleo-ecologie
Lobopoden bezetten mogelijk een breed scala aan ecologische niches. Hoewel de meesten hunner ongedifferentieerde aanhangsels en rechte darmen hadden, wat zou wijzen op een eenvoudige levensstijl met sediment als voedsel, zouden geavanceerde spijsverteringsklieren en grote lobopoden en siberiiden met kieuwen ze in staat stellen grotere voedselproducten te consumeren, en hun robuuste frontale aanhangsels kunnen zelfs wijzen op een roofzuchtige levensstijl. Aan de andere kant hebben luolishaniiden zoals Luolishania en Ovatiovermis uitgebreide veerachtige lobopoden die vermoedelijk 'manden' vormden voor suspensie of filtervoeding. Lobopoden met gebogen eindklauwen hebben sommige lobopoden mogelijk de mogelijkheid gegeven om op stoffen te klimmen.
Er is niet veel bekend over de fysiologie van lobopoden. Er zijn aanwijzingen dat lobopoden vervelden, net als andere ecdysozoanide taxa, maar de omtrek en versiering van de verharde skleriet varieerde niet tijdens de ontogenie. De kieuwachtige structuren op de lichaamsflappen van lobopoden met kieuwen en vertakte verlengingen op de lobopoden van Jianshanopodia kunnen de ademhalingsfunctie (als kieuwen) verschaffen. Pambdelurion kon de beweging van zijn lobopoden regelen op een manier die vergelijkbaar is met die van onychophoraniden.

## Verspreiding
Tijdens het Cambrium vertoonden lobopoden een aanzienlijke mate van biodiversiteit. Eén soort is bekend uit elk van de Ordovicium- en Silurische perioden, met een paar meer bekend uit het Carboon (Mazon Creek) - dit vertegenwoordigt de schaarste aan uitzonderlijke lagerstätten in afzettingen na het Cambrium.

## Fylogenie
De algemene fylogenetische interpretatie van lobopoden veranderde dramatisch in de laatste decennia. De nieuwe toewijzingen zijn niet alleen gebaseerd op nieuw fossiel bewijs, maar ook op nieuwe embryologische, neuroanatomische en genomische (bijvoorbeeld genexpressie, fylogenomica) informatie die is waargenomen van bestaande panarthropode taxa.
Op basis van hun ogenschijnlijk onychophoranide-achtige morfologie (bijvoorbeeld geannuleerde cuticula, lobopodisch aanhangsel met klauwen), werd traditioneel aangenomen dat lobopoden een groep onychophoraniden uit het Paleozoïcum waren. Deze interpretatie was gebrekkig na de ontdekking van lobopoden met geleedpotige en tardigrade-achtige kenmerken, suggereert dat de gelijkenis tussen lobopoden en onychophoraniden een diepere voorouderlijke eigenschap van panarthropoden (plesiomorfieën) vertegenwoordigt in plaats van onychophoranide exclusieve kenmerken (synapomorfieën). De Britse paleontoloog Graham Budd beschouwt de Lobopodia bijvoorbeeld als een basale graad waaruit de phyla Onychophora en Arthropoda zijn voortgekomen, waarbij Aysheaia vergelijkbaar is met het voorouderlijk bouwplan, en vormen als Kerygmachela en Pambdelurion een overgang vertegenwoordigen die, via dinocarididen naar geleedpotigen, zou leiden tot een lichaamsplan voor geleedpotigen. Aysheaia's oppervlakteversiering, indien homoloog met paleoscolecidische sklerieten, kan een diepere link vertegenwoordigen die het verbindt met cycloneurale outgroups. Veel opvolgende studies breidden het idee uit, waarbij men het er algemeen over eens was dat alle drie de panarthropode phyla lobopoden in hun stamlijnen hebben. Lobopoden zijn dus parafyletisch en omvatten de laatste gemeenschappelijke voorouder van geleedpotigen, onychophoriden en tardigraden maar niet al zijn afstammelingen.
|  | (Lobopodische taxa controversieel)                                            |
|  |                                                                               |
|  | \| \| Antennacanthopodia \| \| \| \| \| \| Kroongroep Onychophora \| \| \| \| |
|  |                                                                               |
|  | Antennacanthopodia                                                            |
|  |                                                                               |
|  | Kroongroep Onychophora                                                        |
|  |                                                                               |

|  | Antennacanthopodia     |
|  |                        |
|  | Kroongroep Onychophora |
|  |                        |

|  | (Lobopodische taxa controversieel) |
|  |                                    |
|  | Kroongroep Tardigrada              |
|  |                                    |

|  | Pambdelurion en Kerygmachela                                                           |
|  |                                                                                        |
|  | \| \| Opabinia \| \| \| \| \| \| Radiodonta \| \| \| \| \| \| Euarthropoda \| \| \| \| |
|  |                                                                                        |
|  | Opabinia                                                                               |
|  |                                                                                        |
|  | Radiodonta                                                                             |
|  |                                                                                        |
|  | Euarthropoda                                                                           |
|  |                                                                                        |

|  | Opabinia     |
|  |              |
|  | Radiodonta   |
|  |              |
|  | Euarthropoda |
|  |              |

|  | Pambdelurion en Kerygmachela                                                           |
|  |                                                                                        |
|  | \| \| Opabinia \| \| \| \| \| \| Radiodonta \| \| \| \| \| \| Euarthropoda \| \| \| \| |
|  |                                                                                        |
|  | Opabinia                                                                               |
|  |                                                                                        |
|  | Radiodonta                                                                             |
|  |                                                                                        |
|  | Euarthropoda                                                                           |
|  |                                                                                        |

|  | Opabinia     |
|  |              |
|  | Radiodonta   |
|  |              |
|  | Euarthropoda |
|  |              |

|  | (Lobopodische taxa controversieel)                                            |
|  |                                                                               |
|  | \| \| Antennacanthopodia \| \| \| \| \| \| Kroongroep Onychophora \| \| \| \| |
|  |                                                                               |
|  | Antennacanthopodia                                                            |
|  |                                                                               |
|  | Kroongroep Onychophora                                                        |
|  |                                                                               |

|  | Antennacanthopodia     |
|  |                        |
|  | Kroongroep Onychophora |
|  |                        |

|  | (Lobopodische taxa controversieel) |
|  |                                    |
|  | Kroongroep Tardigrada              |
|  |                                    |

|  | Pambdelurion en Kerygmachela                                                           |
|  |                                                                                        |
|  | \| \| Opabinia \| \| \| \| \| \| Radiodonta \| \| \| \| \| \| Euarthropoda \| \| \| \| |
|  |                                                                                        |
|  | Opabinia                                                                               |
|  |                                                                                        |
|  | Radiodonta                                                                             |
|  |                                                                                        |
|  | Euarthropoda                                                                           |
|  |                                                                                        |

|  | Opabinia     |
|  |              |
|  | Radiodonta   |
|  |              |
|  | Euarthropoda |
|  |              |

|  | Pambdelurion en Kerygmachela                                                           |
|  |                                                                                        |
|  | \| \| Opabinia \| \| \| \| \| \| Radiodonta \| \| \| \| \| \| Euarthropoda \| \| \| \| |
|  |                                                                                        |
|  | Opabinia                                                                               |
|  |                                                                                        |
|  | Radiodonta                                                                             |
|  |                                                                                        |
|  | Euarthropoda                                                                           |
|  |                                                                                        |

|  | Opabinia     |
|  |              |
|  | Radiodonta   |
|  |              |
|  | Euarthropoda |
|  |              |

|  | (Lobopodische taxa controversieel)                                            |
|  |                                                                               |
|  | \| \| Antennacanthopodia \| \| \| \| \| \| Kroongroep Onychophora \| \| \| \| |
|  |                                                                               |
|  | Antennacanthopodia                                                            |
|  |                                                                               |
|  | Kroongroep Onychophora                                                        |
|  |                                                                               |

|  | Antennacanthopodia     |
|  |                        |
|  | Kroongroep Onychophora |
|  |                        |

|  | (Lobopodische taxa controversieel) |
|  |                                    |
|  | Kroongroep Tardigrada              |
|  |                                    |

|  | Pambdelurion en Kerygmachela                                                           |
|  |                                                                                        |
|  | \| \| Opabinia \| \| \| \| \| \| Radiodonta \| \| \| \| \| \| Euarthropoda \| \| \| \| |
|  |                                                                                        |
|  | Opabinia                                                                               |
|  |                                                                                        |
|  | Radiodonta                                                                             |
|  |                                                                                        |
|  | Euarthropoda                                                                           |
|  |                                                                                        |

|  | Opabinia     |
|  |              |
|  | Radiodonta   |
|  |              |
|  | Euarthropoda |
|  |              |

|  | Pambdelurion en Kerygmachela                                                           |
|  |                                                                                        |
|  | \| \| Opabinia \| \| \| \| \| \| Radiodonta \| \| \| \| \| \| Euarthropoda \| \| \| \| |
|  |                                                                                        |
|  | Opabinia                                                                               |
|  |                                                                                        |
|  | Radiodonta                                                                             |
|  |                                                                                        |
|  | Euarthropoda                                                                           |
|  |                                                                                        |

|  | Opabinia     |
|  |              |
|  | Radiodonta   |
|  |              |
|  | Euarthropoda |
|  |              |

|  | (Lobopodische taxa controversieel)                                            |
|  |                                                                               |
|  | \| \| Antennacanthopodia \| \| \| \| \| \| Kroongroep Onychophora \| \| \| \| |
|  |                                                                               |
|  | Antennacanthopodia                                                            |
|  |                                                                               |
|  | Kroongroep Onychophora                                                        |
|  |                                                                               |

|  | Antennacanthopodia     |
|  |                        |
|  | Kroongroep Onychophora |
|  |                        |

|  | (Lobopodische taxa controversieel) |
|  |                                    |
|  | Kroongroep Tardigrada              |
|  |                                    |

|  | Pambdelurion en Kerygmachela                                                           |
|  |                                                                                        |
|  | \| \| Opabinia \| \| \| \| \| \| Radiodonta \| \| \| \| \| \| Euarthropoda \| \| \| \| |
|  |                                                                                        |
|  | Opabinia                                                                               |
|  |                                                                                        |
|  | Radiodonta                                                                             |
|  |                                                                                        |
|  | Euarthropoda                                                                           |
|  |                                                                                        |

|  | Opabinia     |
|  |              |
|  | Radiodonta   |
|  |              |
|  | Euarthropoda |
|  |              |

|  | Pambdelurion en Kerygmachela                                                           |
|  |                                                                                        |
|  | \| \| Opabinia \| \| \| \| \| \| Radiodonta \| \| \| \| \| \| Euarthropoda \| \| \| \| |
|  |                                                                                        |
|  | Opabinia                                                                               |
|  |                                                                                        |
|  | Radiodonta                                                                             |
|  |                                                                                        |
|  | Euarthropoda                                                                           |
|  |                                                                                        |

|  | Opabinia     |
|  |              |
|  | Radiodonta   |
|  |              |
|  | Euarthropoda |
|  |              |

### Als geleedpotigen uit de stamgroep
Vergeleken met andere panarthropode stamgroepen, is de suggestie van de lobopodische leden van de geleedpotige stamgroep relatief consistent - siberiiden als Megadictyon en Jianshanopodia bezetten de meest basale positie, kieuwige lobopoden Pambdelurion en Kerygmachela vertakken zich vervolgens en leiden uiteindelijk tot een clade van Opabinia, Radiodonta en Euarthropoda (geleedpotigen van de kroongroep). Hun posities binnen de geleedpotige stamgroep worden aangegeven door talrijke geleedpotige bouwvormen en tussenvormen (bijvoorbeeld geleedpotige-achtige spijsverteringsklieren, radiodontachtige frontale aanhangsels en dorso-ventrale appendiculaire structuren leggen een verband met geleedpotige birameuze aanhangsels). De gedachte aan een lobopodische afkomst uit de geleedpotigen wordt ook versterkt door genomische studies over bestaande taxa - genexpressie ondersteunt de homologie tussen geleedpotige aanhangsels en onychophoranide lobopoden, suggereert dat moderne minder gesegmenteerde geleedpotige aanhangsels zijn voortgekomen uit geannuleerde lobopodische ledematen, waarbij multipodomere aanhangsels van uitgestorven basale euarthropoden (bijvoorbeeld fuxianhuiiden) een tussenvorm kunnen vertegenwoordigen. Aan de andere kant kunnen primaire antennes en frontale aanhangsels van lobopoden en dinocarididen homoloog zijn aan het labrum / hyposoom-complex van euarthropoden, een idee dat wordt ondersteund door hun protocerebrale oorsprong en ontwikkelingspatroon van het labrum van bestaande geleedpotigen.
Diania, een geslacht van gepantserde lobopoden met stevige en stekelige poten, werd oorspronkelijk verondersteld in de geleedpotige stamgroep te liggen op basis van haar schijnbaar geleedpotige-achtige (geleedpotige) rompaanhangsels. Deze interpretatie is echter twijfelachtig, aangezien de gegevens van de oorspronkelijke beschrijving niet consistent zijn met de vermoedelijke fylogenetische verwantschappen. Nader heronderzoek bracht zelfs aan het licht dat de vermoedelijke artropodisatie op de poten van Diania een verkeerde interpretatie was - hoewel de stekels mogelijk verhard waren, was de resterende cuticula van Diania's poten zacht (niet verhard of gescleritiseerd), zonder enig bewijs van een draaigewricht en arthrodiaal membraan, suggererend dat de poten lobopoden zijn met alleen ver uit elkaar geplaatste ringen. Het heronderzoek verwerpt dus uiteindelijk het bewijs van artropodisatie (sclerotisatie, segmentatie en articulatie) op de aanhangsels, evenals de fundamentele verwantschap tussen Diania en geleedpotigen.

### Als stamgroep onychophoraniden
Hoewel Antennacanthopodia algemeen wordt aanvaard als een lid van de stamgroep Onychophora, is de positie van andere xenusiide geslachten, die voorheen als aan de onychophoraniden verwant waren gezien, controversieel. in verdere studies werd gesuggereerd dat de meeste hunner stamgroep-onychophoraniden of basale panarthropoden waren, met een paar soorten (Aysheaia of Onychodictyon ferox) die af en toe werden voorgesteld om tot de stamgroep Tardigrada te behoren. Een studie in 2014 suggereert dat Hallucigenia een onychophoranide uit de stamgroep is op basis van zijn klauwen, die overlappende interne structuren hebben die lijken op die van een bestaande onychophoranide. Deze interpretatie werd door latere studies in twijfel getrokken, aangezien de structuren een panarthropode plesiomorfie kunnen vertegenwoordigen.

### Als tardigraden van de stamgroep
Lobopodische taxa van een tardigrade stamgroep zijn onduidelijk. Aysheaia of Onychodictyon ferox werden voorgesteld als mogelijk lid, gebaseerd op het hoge aantal klauwen (bij Aysheaia) en/of terminale lobopoden met naar voren gerichte klauwen (in beide taxa). Hoewel niet algemeen aanvaard, zijn er zelfs suggesties dat Tardigrada zelf de meest basale panarthropode tak binnen de geleedpotige stamgroep vertegenwoordigt.

### Als stamgroep van de panarthropoden
Het is onduidelijk welke lobopoden leden vertegenwoordigen van de panarthropode stamgroep, die vertakt was net voor de laatste gemeenschappelijke voorouder van de bestaande panarthropode phyla. Aysheaia kan deze positie hebben ingenomen op basis van zijn ogenschijnlijk basale morfologie, terwijl andere studies eerder luolishaniiden en hallucigeniden suggereren, twee lobopodische taxa die ook waren bepaald als leden van de stamgroep Onychophora.

## Beschreven geslachten
Sinds 2018 zijn er meer dan twintig lobopodische geslachten beschreven. De fossiele materialen die worden beschreven als lobopoden Mureropodia apae en Aysheaia prolata worden beschouwd als onsamenhangende frontale aanhangsels van respectievelijk de radiodonten Caryosyntrips en Stanleycaris. Door sommige studies werd gesuggereerd dat Miraluolishania synoniem was aan Luolishania. De raadselachtige Facivermis bleek later een zeer gespecialiseerd geslacht van luolishaniide lobopoden te zijn.
- Antennacanthopodia
- Aysheaia
- Carbotubulus
- Cardiodictyon
- Collinsium
- Collinsovermis
- Diania
- Facivermis
- Fusuconcharium
- Hadranax
- Hallucigenia
- Jianshanopodia
- Kerygmachela
- Lenisambulatrix
- Luolishania (=Miraluolishania)
- Megadictyon
- Microdictyon
- Onychodictyon
- Orstenotubulus
- Ovatiovermis
- Pambdelurion
- Paucipodia
- Quadratapora
- Siberion
- Thanahita
- Tritonychus
- Xenusion